# Royal, Malmö
Royal är Malmös största biograf ägd av Filmstaden. När den öppnades 1961, var Royal den första biograf i Skandinavien som hade planerats för att kunna visa alla då kända filmformat. Förutom Cinemascope kunde Royal visa Cinerama och även det konkurrerande systemet Cinemiracle, det vill säga tre synkroniserade projektorer som kunde visa en jättebild på duken.
Biografen har idag en projektor för både 35 och 70 mm film samt en 4K Barco DP4K-32B för digital film samt Master Image för 3D. Bildytan är vid Cinemascope 19,8 x 8,3 meter eller 168 kvadratmeter och duken i sig är 20 x 8,5 meter, vilket är Sveriges näst största filmduk. Duken byttes ut i samband med renoveringen 2012 och installatören satte in så stor duk det gick i dukramen. Duken har efter många år blivit nästan lika stor som originalduken från 1961. 
Ljudanläggningen, kallad Experience Live, är den enda av sitt slag i världen än så länge.

## Bakgrund
Royal byggdes i Göta Films regi och invigdes 1961 av dess direktör Sten Löfberg. Arkitekten var Sven Grönqvist som tillsammans med NKs inredningsarkitekt Birger Jonsson skapade biografen. Driften skedde genom det av SF och Jens Edvard Kocks ägda bolaget: Malmö Biograf.. Tillkomsten av Royal kan ses som ett bestämt och kraftfullt försök att förnya biografkonsten gentemot den konkurrens som televisionen nu utgjorde. Konkurrensen togs på allvar trots att TV i Sverige vid denna tid utgjordes av endast en svartvit kanal visad i ganska litet bildformat, att jämföra med jätteformatet Cinemiracle som Royal invigdes med.

## Inredning
Royals salong gick i rött och blått med väggar i valnöt. Istället för balkong hade biografen något som här kallades för högparkett, vilket avsåg den förhållandevis starka lutningen. Ventilationen var väl avpassad och duken var 21 x 8.5 meter stor och täcktes av en plisserad ridå i guld. 1961 var antalet platser 754, vilket efter 1999 blev 682 och 2011 blev 501. Ljudtekniken använde sig av 23 högtalare runt om i salongen. Idag sitter det 136 högtalarelement i salongen. Salongen fick 2011 en rejäl upprustning och går nu i svart och rött. Nya stolar och golv. Foajén är idag helt omgjord men går i samma klassiska stil med träpaneler, glas, mässing, sten och marmor..

## Filmformaten
Premiärfilmen var, den 16 mars 1961, Windjammer som hade den engelska titeln: The Windjammer/The Adventures of Christian Radich, med regi av Louis de Rochemont och Bill Colleran. Det blev för övrigt den enda filmen i bredformatet Cinemiracle, som var en variant av det något äldre format som nästa film visades i, Cinerama. Bägge skapade en bred bild av tre sammanfogade bilder som levererades av tre separata projektorer. Troligtvis för att kringgå licenskostnaderna kallade man systemet Cinemiracle och dess ytterkameror spelade in bilden via var sin spegel, som då naturligtvis måste användas vid uppspelning på bion också. En annan variant av Cinerama var det sovjetiska Kinopanorama, som Royal visade en film i. Cinerama-formatet med sina varianter blev inte så långvarigt då det blev tekniskt otympligt och dyrt att både filma och visa (det krävdes fyra man i maskinrummet för att ständigt hålla de tre bilderna i höjd med varandra, och gick en rulle sönder måste alla fyra klippas exakt lika mycket - den fjärde rullen innehöll de sju magnetiska ljudkanalerna). När den eran var över såldes Cinerama-maskineriet till några entusiaster i Göteborg för 500 kronor.
Royal kan, förutom formatet Cinemascope i 35 mm, visa 70 mm och 2K digital film i 2D/3D.